# José María Fernández López de Turiso
José María Fernández López de Turiso (Oviedo, 12 de junio de 1963) es un diplomático español. Es el actual Embajador del Reino de España ante Jamaica. 

## Biografía
Nació en Oviedo el 12 de junio de 1963, cursó estudios de derecho y filosofía en la Universidad de Oviedo y obtuvo la licenciatura en filosofía en 1987 en la Universidad de los Andes de Bogotá (Colombia). 
Ingresó en la carrera diplomática en 1991. Estuvo destinado en las representaciones diplomáticas españolas en Namibia, Túnez, Nicaragua, Cuba e Italia. Entre 2017 y 2021 ejerció la Segunda Jefatura de la Embajada de España en Londres, siendo Encargado de Negocios ad interim entre noviembre de 2020 y julio de 2021.
Antes de iniciar su trayectoria como embajador fue vocal asesor en la Dirección General de Política Exterior para Iberoamérica; jefe del Departamento de Cooperación con el Mediterráneo y el Mundo Árabe de la Agencia Española de Cooperación Internacional para el Desarrollo (AECID), donde también fue Director de Cooperación Sectorial de Género y ONGD y Director General de Planificación y Evaluación de Políticas para el Desarrollo.
El 22 de noviembre de 2013 fue nombrado Embajador de España en Trinidad y Tobago, con concurrencia en Granada, San Vicente y Granadinas, Santa Lucía, Barbados, Guyana y Surinam. También fue designado Embajador Representante Plenipotenciario y Extraordinario ante la Comunidad del Caribe (CARICOM), con sede en Georgetown (Guyana); ante la Asociación de Estados del Caribe (ACS), con sede en Puerto España (Trinidad y Tobago); y ante la Organización de Estados del Caribe Oriental (OECS), con sede en Castries (Santa Lucía).
Desde septiembre de 2022 fue el Subdirector General para el Magreb en el Ministerio de Asuntos Exteriores, Unión Europea y Cooperación.
El 5 de noviembre de 2024 fue nombrado Embajador de España en Jamaica, con concurrencia en Dominica, San Cristóbal y Nieves, Bahamas y Antigua y Barbuda. Es también el Representante Permanente de España ante la Autoridad Internacional de los Fondos Marinos, con sede en Kingston.